# Eduardo Vargas
Eduardo Jesús Vargas Rojas (* 20. November 1989 in Santiago de Chile) ist ein chilenischer Fußballspieler. Der Stürmer steht bei Atlético Mineiro unter Vertrag und spielt für die chilenische Nationalmannschaft.

## Karriere

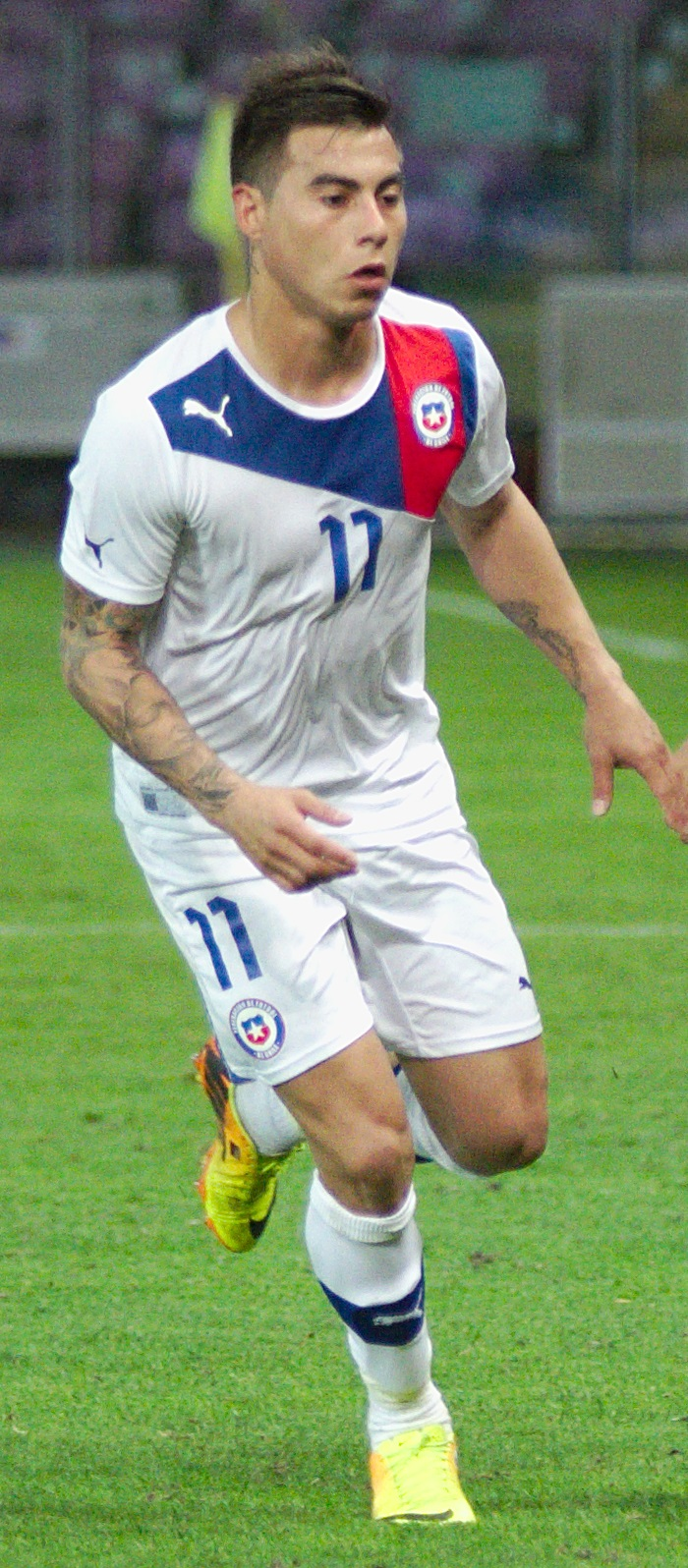
Vargas im Einsatz für chilenische Nationalmannschaft (2013)

### Vereine
Vargas spielte zu Jugendzeiten zunächst in verschiedenen Vereinen der chilenischen Gemeinde Renca. Im Jahr 2006 wechselte er zum Erstligisten CD Cobreloa. Dort wurde der damals 16-Jährige zunächst in der drittklassigen Zweitmannschaft des Klubs eingesetzt, kam aber schon bald in der ersten Liga zum Einsatz. Nachdem er sich bereits in jungen Jahren zum Jugendnationalspieler seines Landes aufgestiegen war, wurde er 2010 vom 16-maligen chilenischen Meister Club Universidad de Chile verpflichtet. In seinem neuen Verein gelang ihm 2011 der Durchbruch, als er in 36 Ligaspielen 17-mal traf und zum Top-Scorer der Copa Sudamericana avancierte.
Er wechselte schließlich in der Winterpause 2011/12 nach Italien zum SSC Neapel. Dort kam er am 12. Januar 2012 bei der Coppa Italia zu seinem Debüt. Auch wenn die Mannschaft am Ende der Saison Pokalsieger wurde, verlief sein erstes Halbjahr in Italien insgesamt durchwachsen, denn in der Liga stand er kein einziges Mal in der Startelf, zudem erzielte er kein Pflichtspieltor. Der Start in die Saison 2012/13 verlief für ihn dagegen gut, als er am ersten Spieltag der Europa League im Spiel gegen AIK Solna drei Treffer markierte. Dennoch konnte er sich – auch aufgrund Walter Mazzarris Meinung über Vargas – nicht dauerhaft etablieren, sodass er im Januar 2013 für ein Jahr nach Brasilien zu Grêmio FBPA verliehen wurde. Dort sollte er in der Copa Libertadores und in der Série A Spielpraxis sammeln.
Am 23. Januar 2014 wurde Vargas bis zum Saisonende in die spanische Primera División an den FC Valencia verliehen. Am 1. Februar des Jahres stand er in einer Partie gegen den FC Barcelona erstmals für seinen neuen Verein auf dem Platz. Eine Woche später erzielte er sein erstes Tor.
Zur neuen Saison kehrte er mit dem Ende des Leihgeschäfts nach Neapel zurück, wurde aber ab August 2014 für ein Jahr in die Premier League an die Queens Park Rangers verliehen. Vargas debütierte am 14. September bei einem Ligaspiel gegen Manchester United und traf etwa einen Monat später erstmals, nachdem er in einer Partie gegen den FC Liverpool eingewechselt worden war.
Im August 2015 verließ Vargas den SSC Neapel endgültig und ging zur TSG 1899 Hoffenheim in die deutsche Bundesliga. Er unterschrieb einen Vertrag mit einer Laufzeit bis zum 30. Juni 2019. Am 13. September 2015 erzielte er sein erstes Bundesligator, als er bei der 1:3-Niederlage im Heimspiel gegen Werder Bremen einige Minuten nach seiner Einwechslung den Ausgleich erzielte. Bis Ende Dezember 2016 kam Vargas auf 29 Bundesligaeinsätze, in denen er zwei Treffer erzielte.
Nachdem Vargas mit der Nationalmannschaft in der Winterpause der Bundesliga-Saison 2016/17 am China Cup teilgenommen hatte, kehrte er im Januar nicht mehr nach Hoffenheim zurück, sondern wechselte am Monatsende in die mexikanische Liga MX zu UANL Tigres. 2020 wechselte er zu Atlético Mineiro. Im Dezember 2021 konnte er mit dem Klub die brasilianische Meisterschaft gewinnen. Im selben Monat schloss sich der Erfolg im Copa do Brasil 2021 an.
Im Januar 2025 wechselte Vargas nach Uruguay zu Nacional Montevideo.

### Nationalmannschaft
Im Jahr 2008 sollte Vargas mit der chilenischen U-20 an der Südamerikameisterschaft in Venezuela teilnehmen, die er jedoch aufgrund einer Verletzung verpasste.
Für das A-Nationalteam kam er im Alter von 19 Jahren am 4. November 2009 gegen Paraguay erstmals zum Einsatz. Im September 2011 erzielte er bei einer 2:3-Niederlage gegen den damaligen Welt- und Europameister Spanien beide Tore für Chile.
In der Qualifikation für die WM 2014 erzielte er fünf Tore. Nach dem Erreichen der Endrunde wurde er von Nationaltrainer Jorge Sampaoli in das chilenische Aufgebot berufen. Nachdem er im ersten Gruppenspiel, einem 3:1-Sieg gegen Australien, zu seinem Debüt bei einer Weltmeisterschaft gekommen war, erzielte er im zweiten Spiel gegen Spanien das 1:0 und war damit mitverantwortlich für das Ausscheiden des Weltmeisters in der Gruppenphase. Bis zur Achtelfinalniederlage gegen Gastgeber Brasilien bildete Vargas in allen vier Spielen mit Alexis Sánchez das chilenische Sturmduo. Er erzielte einen Treffer selbst und bereitete zwei weitere direkt vor.
Bei der Copa América Centenario 2016 erzielte er beim chilenischen 7:0-Sieg im Viertelfinale über Mexiko vier Treffer.

## Spielweise
Vargas ist in der Offensive variabel einsetzbar und kann als Flügelspieler oder zentrale Spitze auflaufen. Ihn zeichnen Torgefahr und Schnelligkeit aus. Weiterhin ist er technisch stark und robust.

## Erfolge
Nationalmannschaft
- Turniersieger von Toulon: 2009
- Copa América: 2015, 2016
- 2. Platz beim FIFA-Konföderationen-Pokal 2017

Universidad de Chile
- Chilenischer Meister: 2011
- Copa Sudamericana: 2011

Neapel
- Italienischer Pokalsieger: 2012

Atlético Mineiro
- Staatsmeisterschaft von Minas Gerais: 2021, 2022, 2023
- Brasilianischer Meister: 2021
- Copa do Brasil: 2021
- Supercopa do Brasil: 2022

## Auszeichnungen
- Chiles Fußballer des Jahres: 2011
- Torschützenkönig der Copa Sudamericana: 2011
- Bester Spieler der Copa Sudamericana: 2011
- Bester Spieler der Primera División: 2011
- Bester Stürmer der Primera División: 2011
- Zweiter bei der Wahl zu Südamerikas Fußballer des Jahres: 2011
- Torschützenkönig der Copa América: 2015, 2016